# Ehud Yaari
Ehud Yaari (hebreiska: אֵהוּד יָעָרִי, född 1 mars 1945 i Palestinamandatet, är en israelisk journalist, författare och politisk kommentator.
Ehud Yaari har en magisterexamen i Mellersta Östernkunskap från Hebreiska universitetet i Jerusalem och en magisterexamen i Mellersta Östernkunskpa från Tel Aviv University.
Han blev 1968 assistent till generalen Shlomo Gazit, chef för Israels ockupationsmyndighet (Coordinator of Government Activities in the Territories). Mellan 1969 och 1975 var han reporter för "Arab affairs" för dagstidningen Davar och för Israels armés radiokanal. 
Åren 1975–2000 var kan kommentator rörande Mellersta Östernfrågor i Israels TV-kanal 1 och 2000–2008 för TV-kanal 2. 
Ehud Yaari anställdes 2008 på Adelson Institute for Strategic Studies, knutet till forskningsinstitutet Shalem Center i Jerusalem.
Han fick Sokolovpriset för sin bevakning av Libanonkriget 1982